# 戦国Spirits
『戦国Spirits』（せんごくスピリッツ）は、タスケより2010年3月18日に発売されたニンテンドーDS用歴史シミュレーションゲーム。

## ゲーム概要
監修・岡本吉起、ゲームデザイン・岡野修身による完全新作の戦国シミュレーションゲーム。シナリオやシステムの一部が異なる「主君伝」、「軍師伝」、「猛将伝」の3本が同時発売された。
主君伝
武田信玄、織田信長、上杉謙信
軍師伝
直江兼続、山本勘助、石田三成
猛将伝
前田利家、本多忠勝、島津義弘

## ニンテンドーDSiウェア
パピリオンより『愛…戦国Spirits外伝』（2010年5月19日に信長編、秀吉編、6月2日に謙信編）が、タスケより『哀…戦国Spirits EX』（2011年4月13日に主君伝、軍師伝、5月11日に猛将伝）が発売された。「外伝」は2011年6月29日に配信終了した。